# Gregg Sulkin
Gregory Edward „Gregg” Sulkin (ur. 29 maja 1992 w Londynie, w Wielkiej Brytanii) – brytyjski aktor filmowy i telewizyjny.
Występował w serialach emitowanych na Disney Channel – Gdy zadzwoni dzwonek (2007–2008) jako JJ, Czarodzieje z Waverly Place (2010–2012) w roli Masona Greybacka, a także w dramacie fantasy Disney Channel Liceum Avalon (2010) jako William Wagner i w serialu MTV Faking It (2014–2016) w roli Liama Bookera.

## Życiorys

### Wczesne lata
Sulkin urodził się w Londynie w rodzinie żydowskiej jako syn Janice i Grahama Sulkinów. Wychowywał się z bratem Grantem. Uczęszczał do Highgate School w Północnym Londynie.

### Kariera
Zadebiutował na ekranie w 2002 roku w filmie Doktor Żywago. Później wcielił się w rolę Berniego Rubensa w komediodramacie Sixty Six. Zagrał też w komedii Disney Channel Gdy zadzwoni dzwonek i w trzeciej serii dwóch epizodów Przygód Sary Jane.
W 2010 roku przeprowadził się do USA. Zagrał w serialu Czarodzieje z Waverly Place, gdzie wcielił się w postać Masona Greybacka, chłopaka Alex (Selena Gomez). Otrzymał również rolę w thrillerze The Heavy. W 2010 roku udał się do Nowej Zelandii, gdzie kręcono film Liceum Avalon, w którym zagrał Williama Wagnera.
W 2011 roku wystąpił na antenie Disney Channel w programie Disney’s Friends for Change Games. Grał postać Liama Bookera w serialu Faking It emitowanego w MTV. W 2016 roku zagrał główną rolę Sama Fullera w filmie Don’t Hang Up.

## Życie prywatne
Jest fanem Arsenal Football Club. Od 2018 związał się z modelką i aktorką – Michelle Randolph.

## Filmografia
- 2002: Doktor Żywago
- 2006: Sixty Six
- 2006: Man on the Moon
- 2006: Pass the Plate
- 2007: Gdy zadzwoni dzwonek
- 2009: The Heavy
- 2010: Liceum Avalon
- 2010-2012: Czarodzieje z Waverly Place
- 2011: Camilla Dickinson
- 2012: White Frog
- 2012: Melissa & Joey
- 2012: Słodkie kłamstewka
- 2013: The Wizards Return: Alex vs. Alex
- 2013: Delirium
- 2013-2016: Faking It
- 2014: Affluenza
- 2014: Anti–social
- 2015: Don’t Hang Up
- 2017: Runaways
- 2019: Historia Kopciuszka: Świąteczne życzenie

## Nagrody
| Rok  | Nagroda            | Kategoria                   | Tytuł     | Rezultat  |
| ---- | ------------------ | --------------------------- | --------- | --------- |
| 2015 | Teen Choice Awards | Choice Summer TV Star: Male | Faking It | Nominacja |
| 2016 | Teen Choice Awards | Choice Summer TV Star: Male | Faking It | Nominacja |